# Макдональд, Кевин Дэвид
Ке́вин Дэ́вид Макдо́нальд (англ. Kevin David McDonald; родился 4 ноября 1988 года в Карноусти, Ангус, Шотландия) — шотландский футболист, полузащитник английского клуба «Фулхэм».

## Клубная карьера

### Ранние годы
Кевин родился 4 ноября 1988 года в шотландском городке Карноусти.
Макдональд с детства увлекался футболом. Образование получил в муниципальной средней школе «Карноусти» (англ. Carnoustie High School). Под капитанством Макдональда футбольная команда этого учебного заведения в 2001 году выиграла кубок «Coca Cola 7’s cup» — аналог российского турнира «Кожаный мяч». Финал соревнования проходил на «Хэмпден Парке» — стадионе национальной сборной Шотландии.

### «Данди»
31 августа 2005 года Кевин подписал свой первый профессиональный контракт футболиста с клубом «Данди».
Дебют Макдональда в первой команде «тёмно-синих» состоялся 13 сентября этого же года, когда его команда в рамках Кубка Вызова (англ. Scottish League Challenge Cup) встречалась с «Гамильтон Академикал».
10 декабря, поразив ворота «Сент-Миррена», Кевин открыл счёт своим голам за «Данди».
В июле 2006 года один из грандов шотландского футбола, глазговский «Селтик», попытался пополнить свои ряды талантливым полузащитником, предложив за него 75 тысяч фунтов стерлингов, однако данное предложение было отвергнуто руководством «тёмно-синих».
В сезоне 2007/08 своей уверенной и результативной игрой Макдональд помог «Данди» стать вторым в турнирной таблице Первого дивизиона Шотландии. По итогам того же футбольного года молодой полузащитник был назван «Лучшим игроком года» в ланаркширской команде.

### «Бернли»
В мае 2008 года бывший в то время наставником «тёмно-синих», Алекс Раи, заявил, что он готов отпустить Кевина в другой клуб, но только в том случае, если за него поступит хорошее финансовое предложение. В тот же день стало известно, что руководство «Данди» отклонило предложение английского клуба «Бернли», который был готов отдать за шотландца 250 тысяч фунтов стерлингов. Через месяц «бордовые» вернулись к трансферным переговорам по Макдональду, увеличив сумму отступных до полумиллиона фунтов. Данное предложение устроило «Данди», и Кевин, успешно пройдя медицинское обследование в Англии, стал игроком «Бернли», подписав соглашение о сотрудничестве сроком на три года.
В своей новой команде Макдональд дебютировал 12 августа, сыграв в поединке Кубка английской лиги против клуба «Бери».
29 ноября Кевин забил свой первый гол в английском коллективе, открыв счёт в игре «Бернли» с «Дерби Каунти». Всего через три дня шотландец стал главным творцом победы своего клуба над лондонским «Арсеналом» в поединке Кубка Лиги — встреча закончилась со счётом 2:0 в пользу ланкаширцев, «дубль» оформил именно Кевин.

### «Сканторп Юнайтед»
14 октября руководство «Бернли» отдало Макдональда в месячную аренду в «Сканторп Юнайтед». На первой же тренировке в составе «айронс» Кевин получил повреждение, которое вывело его из строя почти на весь срок ссуды. Тем не менее, оправившись от травмы, шотландец 9 ноября сыграл свой первый матч за «Сканторп», приняв участие в поединке в рамках Чемпионшипа против «Мидлсбро». Через четыре дня полузащитник забил дебютный гол в составе «Юнайтед», поразив ворота «Кардифф Сити».

### «Ноттс Каунти»
11 февраля 2011 года «Бернли» вновь отправил Макдональда в аренду — на этот раз временным работодателем полузащитника стал клуб «Ноттс Каунти». Уже на следующий день Кевин дебютировал в составе «сорок», выйдя на замену в поединке против «Эксетер Сити».

### «Шеффилд Юнайтед»
По окончании сезона 2010/11 контракт Макдональда с «Бернли» истёк, и он стал свободным агентом. В этом статусе шотландец оставался недолго — успешно пройдя пробы в клубе «Шеффилд Юнайтед», 13 августа полузащитник подписал с «клинками» однолетний контракт. В тот же день Кевин впервые защищал цвета йоркширского коллектива в официальной встрече — «Юнайтед» встречались с «Брентфордом». 11 февраля 2012 года Макдональд в первый раз в «Шеффилде» отметился забитым голом, поучаствовав в крупной победе со счётом 3:0 «клинков» над «Уиком Уондерерс».

### «Вулверхэмптон Уондерерс»
14 августа 2013 года Кевин перешёл в «Вулверхэмптон Уондерерс», подписав с клубом трёхлетний контракт.

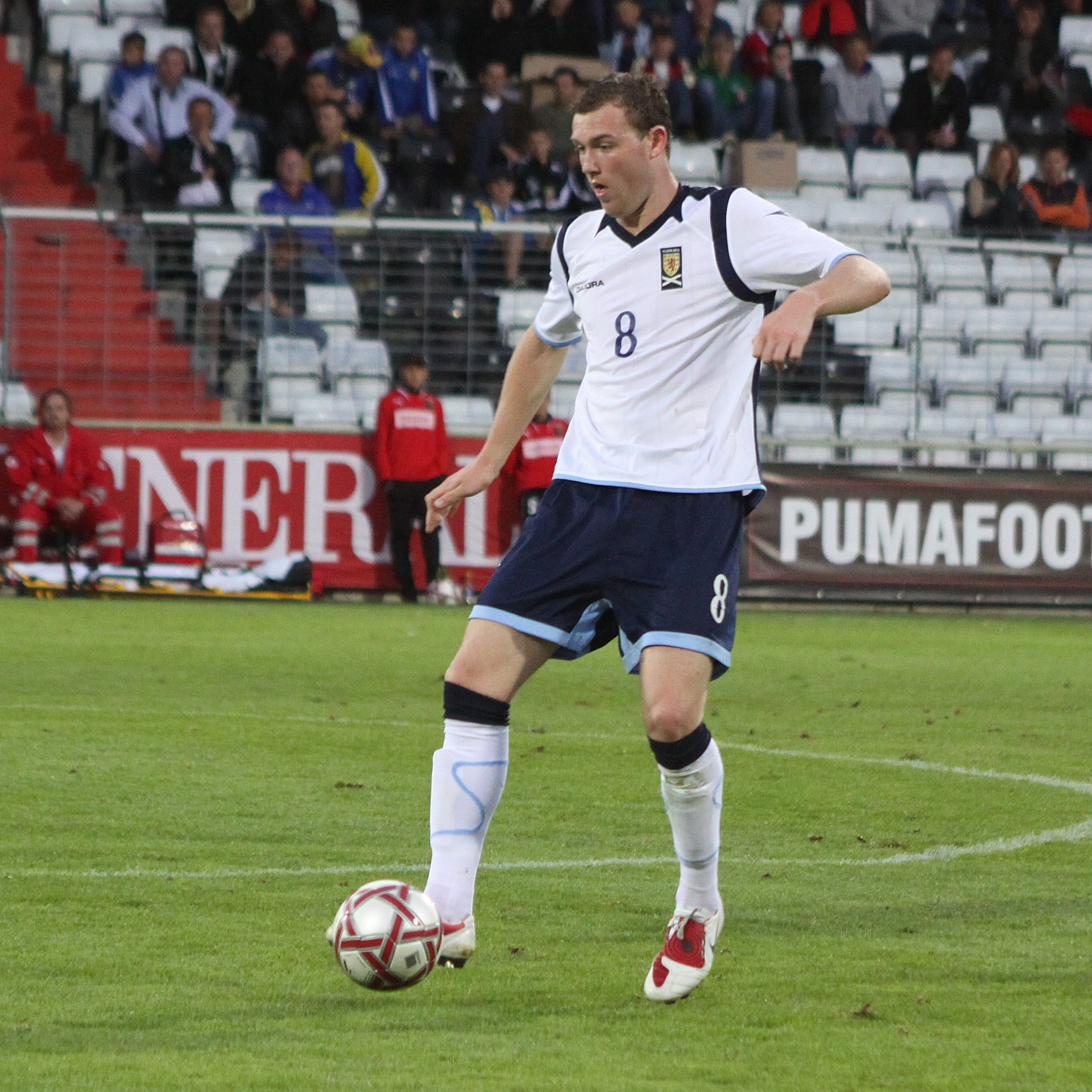
Кевин Макдональд в матче молодёжной сборной Шотландии

## Сборная Шотландии
С 2006 по 2010 годы Макдональд защищал цвета различных молодёжных сборных Шотландии. Являлся игроком национальной молодёжной команды, в составе которой он провёл 14 матчей, забил 2 мяча.

## Статистика

### Клубная статистика
| Клуб                        | Сезон                       | Чемпионат | Чемпионат | Кубок | Кубок | Кубок Лиги | Кубок Лиги | Кубок Вызова/Трофей Футбольной Лиги | Кубок Вызова/Трофей Футбольной Лиги | Плей-офф Лиги | Плей-офф Лиги | Еврокубки | Еврокубки | Итого | Итого |
| Клуб                        | Сезон                       | Игры      | Голы      | Игры  | Голы  | Игры       | Голы       | Игры                                | Голы                                | Игры          | Голы          | Игры      | Голы      | Игры  | Голы  |
| --------------------------- | --------------------------- | --------- | --------- | ----- | ----- | ---------- | ---------- | ----------------------------------- | ----------------------------------- | ------------- | ------------- | --------- | --------- | ----- | ----- |
| Данди                       | 2005/06                     | 26        | 3         | 6     | 0     | —          | —          | 1                                   | 0                                   | —             | —             | —         | —         | 33    | 3     |
| Данди                       | 2006/07                     | 30        | 2         | 1     | 0     | 1          | 0          | 1                                   | 0                                   | —             | —             | —         | —         | 33    | 2     |
| Данди                       | 2007/08                     | 34        | 9         | 2     | 1     | 3          | 1          | —                                   | —                                   | —             | —             | —         | —         | 39    | 11    |
| Всего за «Данди»            | Всего за «Данди»            | 90        | 14        | 9     | 1     | 4          | 1          | 2                                   | 0                                   | 0             | 0             | 0         | 0         | 105   | 16    |
| Бернли                      | 2008/09                     | 25        | 1         | 2     | 0     | 5          | 2          | —                                   | —                                   | 1             | 0             | —         | —         | 33    | 3     |
| Бернли                      | 2009/10                     | 26        | 1         | 2     | 0     | 2          | 0          | —                                   | —                                   | —             | —             | —         | —         | 30    | 1     |
| Бернли                      | 2010/11                     | —         | —         | —     | —     | 1          | 1          | —                                   | —                                   | —             | —             | —         | —         | 1     | 1     |
| Всего за «Бернли»           | Всего за «Бернли»           | 51        | 2         | 4     | 0     | 8          | 3          | 0                                   | 0                                   | 1             | 0             | 0         | 0         | 64    | 5     |
| Сканторп Юнайтед            | 2010/11                     | 5         | 1         | —     | —     | —          | —          | —                                   | —                                   | —             | —             | —         | —         | 5     | 1     |
| Всего за «Сканторп Юнайтед» | Всего за «Сканторп Юнайтед» | 5         | 1         | 0     | 0     | 0          | 0          | 0                                   | 0                                   | 0             | 0             | 0         | 0         | 5     | 1     |
| Ноттс Каунти                | 2010/11                     | 11        | 0         | —     | —     | —          | —          | —                                   | —                                   | —             | —             | —         | —         | 11    | 0     |
| Всего за «Ноттс Каунти»     | Всего за «Ноттс Каунти»     | 11        | 0         | 0     | 0     | 0          | 0          | 0                                   | 0                                   | 0             | 0             | 0         | 0         | 11    | 0     |
| Шеффилд Юнайтед             | 2011/12                     | 31        | 3         | 3     | 0     | —          | —          | 2                                   | 0                                   | 2             | 0             | —         | —         | 38    | 3     |
| Шеффилд Юнайтед             | 2012/13                     | 38        | 1         | 3     | 0     | 1          | 0          | —                                   | —                                   | —             | —             | —         | —         | 42    | 1     |
| Всего за «Шеффилд Юнайтед»  | Всего за «Шеффилд Юнайтед»  | 69        | 4         | 6     | 0     | 1          | 0          | 2                                   | 0                                   | 2             | 0             | 0         | 0         | 80    | 4     |
| Всего за карьеру            | Всего за карьеру            | 226       | 21        | 19    | 1     | 13         | 4          | 4                                   | 0                                   | 3             | 0             | 0         | 0         | 265   | 26    |

(откорректировано по состоянию на 1 апреля 2013)

### Матчи за сборную
| № | Дата             | Оппонент   | Счёт | Голы | Соревнование      |
| - | ---------------- | ---------- | ---- | ---- | ----------------- |
| 1 | 23 марта 2018    | Коста-Рика | 0:1  | —    | Товарищеский матч |
| 2 | 7 сентября 2018  | Бельгия    | 0:4  | —    | Товарищеский матч |
| 3 | 10 сентября 2018 | Албания    | 2:0  | —    | Лига наций УЕФА   |

Итого: сыграно матчей: 3 / забито голов: 0; победы: 1, ничьи: 0, поражения: 2.

## Достижения
- Лучший игрок года в «Данди»: 2007/08

## Личная жизнь
3 апреля 2010 года Макдональд в перерыве матча «Бернли» — «Манчестер Сити», был заменён и в компании своих родственников отправился в ближайший бар досматривать игру. Руководство «бордовых» назвало этот поступок шотландца нарушением внутренней дисциплины и вынесло игроку штраф в 5 тысяч фунтов. Сам футболист выступил с извинениями перед клубом, партнерами по команде и болельщиками, назвав своё поведение недопустимым.